# Schefflera nhatrangensis
Schefflera nhatrangensis är en araliaväxtart som beskrevs av Chih Bei Shang. Schefflera nhatrangensis ingår i släktet Schefflera och familjen araliaväxter.
Artens utbredningsområde är Vietnam. Inga underarter finns listade.